# Milites

Representació dels tres estaments: qui prega (oratores), qui lluita (bellatores) i qui treballa (laboratores).

El nom llatí milites, que indicava originalment el cos d'infanteria auxiliar de l'exèrcit romà (vegeu Milites (exèrcit romà)), fou utilitzat durant l'edat mitjana per designar aquells homes lliures aptes per l'ús d'armes, dels quals podria haver-se originat la classe social de la cavalleria i, per extensió, de la noblesa.